# James Fairfax
Pour les articles homonymes, voir Fairfax.
James Fairfax est un acteur britannique né le 10 août 1897 à Scarborough, Yorkshire du Nord (Royaume-Uni), décédé le 8 mai 1961 à Papeete (Tahiti).

## Filmographie
- 1947 : Le Crime de Mme Lexton (Ivy) : Vendeur anglais
- 1947 : Quand vient l'hiver (If Winter Comes) : George
- 1948 : The Challenge (en) : Henderson le bigleux
- 1948 : Hills of Home : Barker, acrobate
- 1949 : Le Défi de Lassie (Challenge to Lassie) : Angus, un serveur
- 1949 : Mrs. Mike : Danny Hawkins
- 1950 : Customs Agent : Pettygill, homme de main
- 1950 : Les Nouvelles Aventures du capitaine Blood (Fortunes of Captain Blood) : Nat Russell
- 1950 : La Scandaleuse Ingénue (The Petty Girl) : Le larbin de Chamleon
- 1951 : The Lady and the Bandit : Second homme ivre dans les escaliers
- 1952 : Last Train from Bombay : Barman
- 1952 : Battles of Chief Pontiac : Sentinelle
- 1952 : À l'abordage (Against All Flags) : Cruikshank, le coiffeur
- 1952 : Ma cousine Rachel (My Cousin Rachel) : Serviteur
- 1953 : Loose in London : Steward
- 1953 : Traversons la Manche (Dangerous When Wet) : Conducteur anglais
- 1956 : The Gale Storm Show (série TV) : Cedric, the steward (épisodes non recensés, 1956-1959)